# رومن در مسکو
«رومن در مسکو» ترانه‌ای از هنرمند اهل ترینیداد و توباگو نیکی میناژ است.